# Antonio Di Cicco
Antonio Di Cicco (Villalago, 15 marzo 1931 – Roma, 28 aprile 1989) è stato uno scrittore italiano.
Ha redatto diversi racconti e romanzi e realizzato o collaborato alla realizzazione di alcuni testi didattici per l'università, la scuola media ed il liceo. 
Nella sua attività di redazione di testi didattici si ricorda la collana in quattro volumi
"Lavorare su ..." (Gli autori e i testi dell'Italia repubblicana)
a cura di Claudio Venturi e Antonio Di Cicco, edita negli anni 1980-1986 da Zanichelli ed usata come testo di approfondimento nelle scuole superiori e in alcuni corsi universitari.
Inoltre ha pubblicato sempre per Zanichelli delle Antologie di letteratura ad uso delle scuole medie e delle superiori, di un certo successo (Antologia Operativa, Dentro il testo).
Ha pubblicato tre opere narrative sempre negli anni 80 del novecento, frutto di una lunga ricerca nei
decenni precedenti. Il testo di esordio, "Homo Patiens" (1981), viene pubblicato dalla rivista "Salvo Imprevisti" e riscuote un certo interesse nella cerchia letteraria romana del tempo. Il secondo testo, "Duale", viene pubblicato nel 1986 dalle edizioni San Marco. Questo lavoro, in cui convivono una narrazione maschile e una femminile, viene presentato e distribuito ufficialmente ottenendo recensioni positivo.
L'ultimo suo romanzo (Oltre il Labirinto) è stato pubblicato postumo nel 1990 presso Marsilio ed è considerato un lavoro di ottimo livello.